# Gerrit Judd
Gerrit P. Judd, né le 23 avril 1803 à Paris (New York) et mort le 12 juillet 1873 à Honolulu (Hawaï), est un médecin, missionnaire et homme politique hawaïen d'origine américaine qui fut membre du gouvernement royal, conseiller puis premier ministre sous le règne du roi Kamehameha III après la mise en place de la Constitution de 1840 et la fin de l'absolutisme royal.   

## Biographie

### Origines familiales
Judd est né le 23 avril 1803 à Paris, dans le comté d'Oneida à New York. Il est le fils d'Elnathan Judd et de son épouse Betsey Hastings. Du côté de sa mère, il est un descendant de Thomas Hastings, un colon originaire de la région d'Est-Anglie en Angleterre venu s'installer dans la colonie de la baie du Massachusetts en 1634. Judd reçu son deuxième prénom en l'honneur de sa grand-mère maternelle, Eunice Parmele.

### Études
Judd effectue des études de médecine à la faculté de Fairfield, dans l'État de New York. Il épouse Laura Fish (1804-1872) le 20 septembre 1827 à Clinton. Le couple navigue vers Hawaï (alors connue sous le nom de « Îles Sandwich ») la même année, sur le navire Parthian, la troisième compagnie du Conseil américain des commissaires pour les missions étrangères. Il est ensuite affecté à une mission à Honolulu en tant que médecin missionnaire. 

### Carrière politique

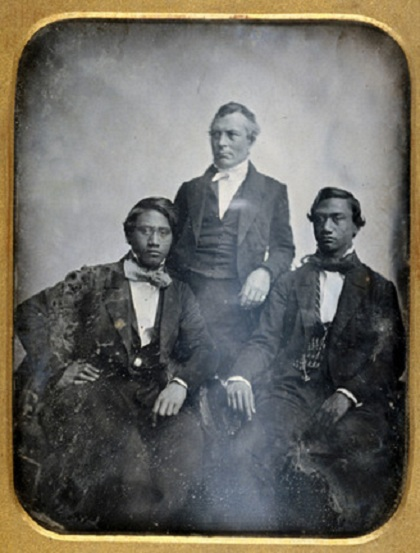
Le premier ministre Judd avec les princes Alexander Liholiho et Lot Kapuāiwa.

En 1840, Judd démissionna de la mission et devint conseiller et traducteur du roi Kamehameha III. C'est durant cette période que le roi réforme les institutions et libéralise le pouvoir royal. Une assemblée législative officielle du royaume hawaïen et un cabinet remplacent le conseil informel des grands nobles. Les hauts nobles se rassemblèrent à travers la Chambre des nobles, à peu près sur le modèle britannique de la chambre des lords. Sept nobles, élus parmi la Chambre, forment le gouvernement. Ce dernier se compose d'un Conseil privé et de cinq ministres. Judd est nommé au poste le plus important du conseil, celui de premier ministre. Ainsi, sous l'impulsion du roi, l'absolutisme laisse place à un système de monarchie constitutionnelle, favorisée par l'adoption de la première constitution du royaume le 8 octobre 1840. 
Au sein du gouvernement, Judd s'implique dans les affaires civiles des îles et occupe également divers postes ministériels : ministre des Affaires étrangères de novembre 1843 à mars 1845, ministre de l'Intérieur de mars 1845 à février 1846 et ministre des Finances d'avril 1846 à septembre 1853. Il est également un élu de la Chambre des représentants de 1858 à 1859. En 1849, il est nommé ministre plénipotentiaire en Angleterre, en France et aux États-Unis.
Au cours de l'année 1846, une épidémie de variole fait des milliers de morts, principalement sur l’île d'Oahu. Judd perd le soutien d'autres personnes qui lui reproche de ne pas contenir l'épidémie, ce qui servit de prétexte pour exiger son départ du gouvernement. Judd est contraint de démissionner le 4 mars 1846 et est remplacé par Keoni Ana en tant que premier ministre. Au début des années 1850, Judd quitte définitivement le gouvernement royal. 

### Dernières années
Judd est l'un des fondateurs de l'école Punahou pour les enfants des missionnaires en 1841. Il fonde par la suite la première école de médecine d'Hawaï en 1870, et est l'auteur de l'un des premiers textes médicaux écrits en hawaïen, Anatomia : he palapala ia e hoike ai i ke ano o ko ke kanaka kino, en 1838.
En 1850, il achète au roi le terrain qui devint le Kualoa Ranch sur la côte au vent d'Oahu. Ses descendants possèdent et exploitent toujours le ranch actuellement. 
Judd décède le 12 juillet 1873 à Honolulu et est inhumé au cimetière d'Oahu.

## Descendance

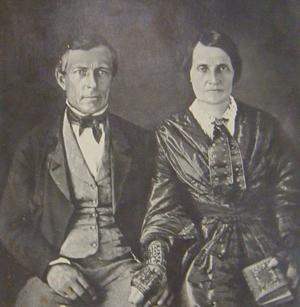
Gerrit Judd et son épouse Laura.

Judd et sa femme Laura ont eu neuf enfants : 
1. Gerrit Parmele II, né le 8 mars 1829 et décédé le 13 novembre 1839, enterré au cimetière d'Oahu ;
2. Elizabeth Kinaʻu, née le 5 juillet 1831 et décédée le 21 août 1918. Mariée le 29 septembre 1857 à Samuel Gardner Wilder (1831-1888) de Leominster, Massachusetts, dont six enfants ;
3. Helen Seymour, née le 27 août 1833 et décédée le 2 avril 1911 ;
4. Charles Hastings, né le 8 septembre 1835 (jumeau) et décédé le 18 avril 1890. Marié le 1er novembre 1859 à Emily Catherine Cutts (1840-1921), dont quatre enfants[8] ;
5. Laura, née le 8 septembre 1835 (jumelle du précédent) et décédée le 22 novembre 1888 à San Francisco, Californie. Mariée le 22 février 1861 avec Joshua Gill Dickson (1830-1880), dont quatre enfants ;
6. Albert Francis, né le 7 janvier 1838 et décédé le 20 mai 1900. Marié le 4 avril 1872 à Agnes Hall Boyd (1844-1934), dont neuf enfants. Le dernier enfant Lawrence M. Judd est devenu gouverneur du territoire d'Hawaï en 1929-1934[9] ;
7. Allan Wilkes, né le 20 avril 1841 et décédé le 26 mars 1875 ;
8. Sybil Augusta, née le 16 mars 1843 et décédée le 1er septembre 1904. Mariée le 27 février 1862 à Henry Alpheus Peirce Carter (1837-1891), dont sept enfants. Son fils Charles Lunt était membre du Comité de sécurité et son fils George Robert était gouverneur du territoire d'Hawaï (1903-1907) ;
9. Juliette Isabelle "Julie", née le 28 mars 1846 et décédée le 27 juin 1857.